# Open Source (álbum)
Open Source é o quinto álbum de estúdio da carreira solo do guitarrista Kiko Loureiro. Lançado em 2020, foi considerado o melhor álbum de guitarra do ano pela revista Guitar World Magazine. A música "Imminent Threat", em parceria com Marty Friedman, teve o seu solo de guitarra eleito como o 6o melhor do ano por esta mesma revista.

## Faixas
Todas as faixas compostas Kiko Loureiro.
| N.º | Título                                 | Compositor(es) | Duração |  |
| 1.  | "Overflow"                             |                | 5:35    |  |
| 2.  | "E D M (E-Dependent Mind)"             |                | 4:25    |  |
| 3.  | "Imminent Threat (Ft. Marty Friedman)" |                | 5:16    |  |
| 4.  | "Liquid Times (Ft. Mateus Asato)"      |                | 4:49    |  |
| 5.  | "Sertão"                               |                | 4:33    |  |
| 6.  | "Vital Signs"                          |                | 3:49    |  |
| 7.  | "Dreamlike"                            |                | 4:09    |  |
| 8.  | "Black Ice"                            |                | 4:48    |  |
| 9.  | "In Motion"                            |                | 4:28    |  |
| 10. | "Running With The Bulls"               |                | 4:48    |  |
| 11. | "Du Monde"                             |                | 4:33    |  |

## Honrarias
| Ano  | Prêmio                       | Categoria                       | Trabalho Indicado        | Resultado  | Ref.  |
| ---- | ---------------------------- | ------------------------------- | ------------------------ | ---------- | ----- |
| 2020 | Guitar World Magazine Awards | Melhor álbum de guitarra do ano | Álbum "Open Source"      | 1a Posição | [ 1 ] |
| 2020 | Guitar World Magazine Awards | Melhor solo de guitarra do ano  | Música "Imminent Threat" | 6a posição | [ 2 ] |

## Créditos
- Kiko Loureiro - Violão, Guitarra Acústica, Guitarra Elétrica, Produção
- Felipe Andreoli - Baixo elétrico
- Doug Wimbish  - Baixo elétrico
- Bruno Valverde - Baterias
- Maria Ilmoniemi - Teclados, Órgão

Músicos Convidados
- Marty Friedman - Guitarra Elétrica (Faixa 3)
- Mateus Asato - Guitarra Elétrica (Faixa 4)